# Karla Carrillo
Karla María Carrillo González (Guadalajara, Jalisco, 24 de enero de 1988) es una actriz, conductora y modelo mexicana. Fue coronada Nuestra Belleza Jalisco 2008 en el Auditorio Telmex de la Perla Tapatia, Guadalajara Jalisco, y Nuestra Belleza México 2008 en la Arena Monterrey de la Sultana del Norte, Monterrey, Nuevo León.
En representación de su natal estado Jalisco, Karla Carrillo compitió en Nuestra Belleza México 2008, donde obtuvo el primer lugar entre los treinta y dos concursantes, lo que la hace la primera jalisciense para ganar el título nacional desde Jacqueline Bracamontes en el año 2000.
Estudio en la  preparatoria marista con Ximena Navarrete.
También realizó actividades sociales y altruistas conjuntamente con la organización de Nuestra Belleza México y Fundación Televisa.

## Antes de Nuestra Belleza México
Antes de su participación en Nuestra Belleza México, se encontraba estudiando el 2º Semestre en Diseño Integral en Guadalajara, en el Instituto Tecnológicos de Estudios Superiores de Occidente (ITESO), estudios que tiene pendientes al término de sus compromisos con el concurso.

## Concursos de belleza

### Miss Universo 2009
Ella representó a México en Miss Universo 2009 en Nassau, Bahamas. Su Traje Regional llamado "Charrería Mexicana", un prototipo de traje de charro color rojo y faldón con bordados dorados, recibió muy buenas críticas. La gran final fue el 23 de agosto de 2009 y no consiguió clasificar a la ronda de semifinalistas, rompiéndose así una buena racha de la representación mexicana en este concurso, puesto que México venía clasificando desde 2004. Se dice que algo extraño surgió puesto que la hermosa taparía durante su estancia en las Bahamas llevó el nombre de México muy en alto y logró posicionarse entre las favoritas. Cabe recalcar que su sucesora de Nuestra Belleza Jalisco, Nuestra Belleza México y amiga desde la preparatoria Ximena Navarrete logró el título de Miss Universo 2010.

### Miss Continente Americano 2010
Ella fue elegida por la organización de Nuestra Belleza México para competir en el certamen internacional de Miss Continente Americano 2010 el 18 de septiembre, siendo así la segunda ocasión en la que representa a México en un certamen de belleza. La carismática Karla logró quedar como Primera Finalista.
Miami Beach Models durante el 2013 Karla Carrillo participó en el reality show "Miami Beach Models" transmitido por Nuevon y patrocinado por COVERGIRL, nuevamente representando a México. Su gran experiencia en el modelaje hizo que quedara entre las 4 finalistas de la serie.

## Filmografía
| Año       | Título                 | Papel                                  | Rol                    |
| --------- | ---------------------- | -------------------------------------- | ---------------------- |
| 2017      | El Chema               | Salma Vidal                            | Participación especial |
| 2017-2023 | El Señor de los Cielos | Corina Saldaña / Salma Vidal Fernández | Recurrente             |
| 2018      | Luis Miguel            | Conductora MTV                         | Participación especial |

| Año  | Título                          | Papel       |
| ---- | ------------------------------- | ----------- |
| 2016 | Treintona, soltera y fantástica | Cuñada Inés |